# Saga (Einheit)
Saga war ein Gold- und Silbergewicht in Indien, insbesondere auf der Insel Sumatra und Prince of Wales. Es war regional abhängig und war unterschiedlich entsprechend dem gewählten Großmaß.
- 1 Saga = variabel

Das Maß, ein kleineres vom Buncal, stand in der Maßkette so
- 1 Buncal = 16 Miams = 192 Sagas = 53.967 Gramm

und in der Maßkette vom Gold- und Silbergewicht Tikal war
- 1 Tikal = 4 Salungs = 8 Fuangs = 16 Song-p’hais = 32 P-hai-nung = 32768 Sagas

Der Begriff Sagas steht für die roten Bohnen, nach denen das Maß benannt wurde. Der Bohnensamen ist von der Pflanze Abrus precatorius (Paternostererbse). 32 Sagas waren auch ein P-hai-nung.